# トワイライトシンドローム
『トワイライトシンドローム』は、ヒューマン及びスパイクから発売されたプレイステーション用ゲームソフトのシリーズ名。
2008年現在までに四作が発表されており、『トワイライトシンドローム 探索編』が1996年3月1日に、『トワイライトシンドローム 究明編』が1996年7月19日にそれぞれヒューマンから、『トワイライトシンドローム 再会』が2000年7月27日に、『トワイライトシンドローム 禁じられた都市伝説』が2008年7月26日にそれぞれスパイクから発売されている。
また、『探索編』と『究明編』をカップリングした廉価版『TWILIGHT SYNDROME Special』が1998年7月2日にヒューマンから、スパイクライブラリー♯005として『再会』の廉価版が2001年7月5日にスパイクから発売されている。

## ゲームシステム
心霊現象に関する噂を解く、その真偽を確かめるべく、キャラクターを操作して横スクロール型のフィールドを探検していくというのが三作品に共通した基本的なゲームシステムである。
シナリオは分岐型になっており、探索中に取った行動によって結末が変化する。選択肢によって、『探索編』及び『究明編』では“大吉”・“中吉”・“凶”の三つの結末に、『再会』では“BEST END”・“GOOD END”・“BAD END”の三つの結末に分岐する。“大吉”及び“BEST END”ならば、噂の真偽は完全に究明され、次のシナリオに進む事が出来る。“中吉”及び“GOOD END”ならば、事件に一定の解決はみられるものの、真相は最後まで分からずじまいで終わる。とはいえ、次のシナリオに進む事は出来るのだが、“凶”及び“BAD END”では事件は解決せず、悲惨な結末を迎える。『探索編』／『究明編』では選択を間違えると場合によっては主人公達が死亡し、“凶”ですらないゲームオーバーとなってしまう事もある。『再会』はゲームオーバーは無いが、“BAD END”は各シナリオに複数用意されている。
探索にともなって様々な心霊現象が起こるが、それらの現象を撮影、または録音する事が出来る（『再会』では撮影のみ）。得られた写真や音声は、クリア後に戦利品として閲覧する事が出来る。
また、『探索編』／『究明編』のみのシステムとして、“フライトレベル”と呼ばれるものがある。画面上部に表示される心電図のようなウィンドウ画面がそれで、主人公達が現時点でどれほどの恐怖を覚えているかが表される。ショッキングな場面に遭遇する度、心音と共に恐怖が蓄積されていき、不用意な行動を繰り返していると恐怖が臨界点を超えてしまい、気絶、あるいは死亡し、ゲームオーバーとなってしまう。
なお、『探索編』と『究明編』は対になっており、『探索編』は謎を残したままエンディングを迎え、『究明編』ではそのエンディングから直接続くストーリーが展開されるという、いわゆる前後編仕様になっている。ただし、その事実が予めパッケージ等の記載で説明されることはなく、『探索編』を購入し、ゲームをクリアして初めて明らかとなる。
『再会』のみのシステムとしては、“後日談設定”と“撮影モード”がある。“後日談設定”は、第一章から第六章までの各シナリオを“BEST END”でクリアした場合にのみ見られるそれぞれのシナリオの後日談を表示するか否か、任意に選択できる機能で、この設定によって、全シナリオをクリア後に現れるおまけシナリオ“姉妹”のストーリーが分岐する仕組みとなっている。“撮影モード”は、シナリオの攻略とは別に、心霊写真の撮影のみを楽しむ事が出来るもので、ここで撮影した写真も戦利品として後から閲覧する事が出来る。

## 探索編／究明編

### あらすじ
本作は、1996年夏の武蔵野市の外れにある雛城町（旧：雛代）を舞台としている。

#### 探索編
はじまりの噂
雛城高校二年のユカリは、見ず知らずの一年後輩・ミカに誘われ、真夜中の旧校舎を探検する羽目になってしまう。ミカの話によれば、真夜中の旧校舎の女子トイレにはおかっぱ頭の少女の霊が現れるという。ユカリは、ミカの他に、霊感を持つ幼馴染・チサトを誘い、旧校舎の探検に出発する。
第一の噂 心霊写真量産公園
友人・キミカが持ち込んできたある心霊写真に、ミカは興味を覚える。“居の頭公園”で撮影されたその写真には、被写体であるキミカとその恋人の首を、まるで断ち切るかのような赤い光線が写りこんでいた。ミカに問題の写真を持ち込まれてしまったユカリとチサトは、その写真が本物の心霊写真であるか否かを確かめるため、夜の公園を探検する事になってしまう。
第二の噂 音楽室のM.F
雨が続くある土曜日、雛城高校の音楽室で、フジタマユミという女子生徒が首つり自殺をした。彼女は音楽教師・奥野龍一と密かに交際していたという噂が立っていた。同じく教育実習生の北村カズヤと密かに交際しているユカリは、複雑な思いを抱きつつも、ミカ、チサトと共に、フジタの霊が音楽室に現れるという噂の真偽を確かめる。
第三の噂 最終電車
フジタに関する騒動を期に生じ始めたカズヤとのすれ違い、そして母親とのギクシャクした関係にやりきれなさを覚えたユカリは、気分転換のためにミカへ声をかける。ミカが最近仕入れた噂によれば、村山台駅ではここのところ、不自然な死亡事故や自殺が続発しているという。心霊写真を撮影したいというミカに付き合って、ユカリ、そしてチサトは深夜の駅に忍び込む。
第四の噂 雛城高校の七不思議
友人から自身が仕入れる噂の信憑性を疑われたというミカが、またもユカリやチサトの元に怪しげな噂を持ち込んできた。ミカは探検によって噂が真実である事を証明し、友人達を見返してやりたいようで、ユカリとチサトもそれに付き合う事を承諾する。今回の探検の目的は、雛城高校に存在するという七不思議を確かめる事であった。
もうひとつの噂
図書室の机に、文通相手を募る落書きを発見したミカは、友人達と共に面白半分で机に返事を書き始めた。
最初は悪戯心で始めた机上通信であったが、友人達が飽きてしまった後も、ミカはなぜかやめる事ができず、S.Hと名乗るその文通相手と机越しのやり取りを続けていったのだが、やがて、S・Hからの返事にだんだん不穏な気配が漂い始めた。

#### 究明編
第五の噂 雛代の杜
雛城高校の裏手にある形代山にて、S.Hとの机上通信を続けていたミカが、ユカリとチサトの目の前で忽然と姿を消した。
机上通信によってミカを形代山に呼び出した張本人であるS・Hこと姫神桜が、すでに三十年以上も前に死亡している事を知ったユカリとチサトは、ミカを見つけ出すための手がかりを求め、全ての始まりとなった図書室へ向かう。
第六の噂 夕闇の少年
雛城高校で、今年入学したばかりの男子生徒・タタラキミヒコが自殺を遂げた。
彼はクラスメイトや部活仲間からいじめを受けていたという事はほとんど公然の秘密であったが、その死が全校生徒の知るところとなって間もなく、彼の幽霊が体育器具庫に現れるという噂が囁かれるようになった。
第七の噂 テレホンコール
午前零時、ユカリのもとに謎の少女から電話がかかってくるが、いたずら電話と思い、途中で切ってしまう。翌日、その事をチサトとミカへ話すと、二人は「午前零時ちょうどにかかってくる電話は死者からの連絡だから、途中で切ってはならない」と返す。
第八の噂 錆びた穽
ミカは、「雛城通りの工事現場が放置されているのは、人骨（または埋蔵金）が見つかった」という噂という噂をユカリ達の元へ持ち込む。三人で現地を訪れたところ、そこにあったのは人骨でも埋蔵金でもなかった。
第九の噂 オカルト・ミステリー・ツアー
かつて探索した事がある、旧校舎に現れるおかっぱ頭の少女の霊について、ミカが新たな噂を仕入れてきた。それは、以前に試したものとは別のおまじないで呼び出すと、おかっぱの少女がどんな願い事でも叶えてくれるというもので、ユカリはミカの口車に乗せられ、チサトと共に、またしても真夜中の旧校舎へ忍び込む事となった。
第十の噂 裏側の街
ユカリの近所に住むチカコという幼稚園児が忽然と姿を消した。神隠しだとの噂も飛び交う中、ユカリはなぜか、少女が繰り返しすべり台を滑る夢を気にするようになり、チカコの失踪との関連性を疑う。そして、ユカリたち三人は、チカコが姿を消したという近所の公園を訪れる。
Prank
第一の噂から第十の噂までの各シナリオを“大吉”でクリアしたデータを同じメモリーカード内に保存しておいた場合にのみプレイできるシナリオで、続編『ムーンライトシンドローム』の予告編として、ゲーム中の一エピソード・“変嫉 HENSHITSU”の導入部が収録されている。

### 登場人物
長谷川ユカリ（はせがわ ゆかり） 声：山田美穂、演：堀江かおり
誕生日 4月15日 / 血液型：A型 / 身長：168cm
雛城高校に通う二年生で、クラスは2-C。以前はバスケットボール部に所属していたが、一年生の夏頃に両親が離婚したことで、退部している。同様の理由から、冷めた現実主義者を装っているが、それは繊細な内面を隠すためのものに過ぎない。実はとても感受性が強く、それゆえに不安定な面もあり、意固地になってしまう事も多い。現在は母親と同居しているが、その処世術ゆえ、関係はあまり上手くいっていない。
小学校一年生の時にこの土地へ引っ越してきており（すでにその頃から両親の仲は上手くいっていなかった）、現在、同じクラスである逸島チサトとは、その時から数える事九年来の親友で、片意地を張って生きているユカリも、彼女にだけは本音で接しようと心がけている。また、霊感を持つチサトの影響で、極度の怖がりになってしまっている。
そんなユカリが後輩の岸井ミカから接触を受け、心霊スポット探検に巻き込まれる事となったのは皮肉としか言いようがないが、ミカやチサトとの交流を通して、彼女は図らずして失っていたものを徐々に取り戻していく事となる。
幼い頃にピアノを習っていたが、今ではもう指が動かなくなっている。苦手な教科は数学。実は、生物の教育実習生として雛城高校に赴任している北村カズヤと人目を忍んで交際しており、学校での探索の際には、彼から各教室の鍵を調達している。
逸島チサト（いつしま ちさと） 声：芳野美樹、演：松藤敦子
誕生日 6月24日 / 血液型：O型 / 身長：158cm
雛城高校に通う二年生で、クラスは2-C。弓道部に所属している。
厳格な父親の元、三人姉妹の長女として育てられた、今時カラオケにも行った事がない古風な少女。同じクラスの長谷川ユカリとは九年来の幼馴染で、彼女と教生・北村カズヤの関係を知る唯一の人物。
霊感が備わっており、度々、普通の人間には見えないものが見えるらしい。それゆえにユカリから頼まれて、心霊スポット探検に参加する事となる。他人の非を責めるより先に、自分に非がなかったかを省みる思慮深い性格で、探索の際は、ユカリやミカのアドバイザー的役割を果たす事が多い。その性格と備わった能力から、心霊現象へ生半可な気持ちで首を突っ込む事に関しては否定的である一方、死者に対して必要以上に感情移入してしまった結果、体調を崩してしまう事もある。また、心霊スポットの探索を重ねる度、死者の世界へと近づいていく自分達の行く末を密かに危惧している。
頑固な一面もあり、自分がこうと決めた事はてこでも譲らない強さがある。
幼少期、ユカリと公園で遊んでいた時、ブランコにぶつかって顔の半面が血だらけになるほどの大怪我を負った事があり、三針も縫ったというその時の傷が今も残っている。なお、本人曰く痛みは全く感じなかったという。
岸井ミカ（きしい みか） 声：半場友恵、演：勇静華
誕生日 8月11日 / 血液型：O型 / 身長：163cm
雛城高校に通う一年生で、クラスは1-D。バドミントン部とラクロス同好会に所属している。
両親と兄との四人家族で育った。常に最新の流行を追いかけており、真偽はともかく誰よりも先に刺激的な噂をつかみ、それを広めるのが生きがいとしている。
雛城高校の旧校舎に現れるという霊の噂の探索にあたり、職員室で偶々見かけたクールな先輩・長谷川ユカリに白羽の矢を立てたのだった。こうして、逸島チサトも加わって三人編成のパーティーが結成されたわけだが、しかしながら大抵の場合、いざ探索に出かけたはよいものの、ミカの計画のよりどころとなった大本の噂の真偽が曖昧であるがために、予期せぬトラブルが起こってしまう。
最初の頃は、その無責任な言動からユカリと一触即発の険悪な雰囲気になったり、ユカリが協力を仰いだとはいえ、ミカ自身からは声をかけていないチサトが探索に着いてくるのを煙たがったりしていたが、二人の人柄に触れ、徐々に尊敬の念を抱くようになり、友情と信頼関係を築いていく事となる。
なお、探索の際に撮影した心霊写真はオカルト雑誌に投稿し、小遣いの足しにしている。どこで覚えたのかピッキングが得意で、カレンダーが日付通りにめくられていないと気になるといった、変に几帳面な一面がある。ユカリとチサトが幼馴染にしか分からない昔の思い出ばかりを話しあっていると、羨ましがってすねる事も。幼少期は神学校に通っていたという。
アラマタ
オカルト業界では名が知れた作家。きっかけは不明だが、ミカと知りあいで、ポケベルで連絡を取りあっている。実際に雛城町に姿を現す事はないが、電話を通して、ミカらに心霊現象に関する助言を与えてくれる。元ネタは荒俣宏。

### 挿入歌
- 「Setting Sunday」
作詞：須田剛一／作曲：萩尾雅彦／歌：杉山千春

### 主な製作スタッフ
- ゲームデザイン：木邨圭太
- ディレクター：須田剛一
- シナリオ：河西宏、三島美佳、須田剛一
- サウンドデザイナー：萩尾雅彦、重松俊一
- プログラム：川上智、中山止禍、渡辺和寿、吉尾亨
- ビジュアル：石坂明彦、佐々木恵介、山浦聡
- キャスト：山田美穂、芳野美樹、半場友恵、井上喜久子（イメージボイス）、宮田浩徳（先生・駅員・老人）、細井治、上田祐司、長嶝高士 他

## 再会

### あらすじ
ある悲惨な出来事をきっかけに森の中のとある一帯は買収され、森を切る取るかのように私立秀栄学園が建設された。
その地は外界から隔離されたような環境にありながら、70年の時間をかけて発展を遂げた。ある日、私立秀栄学園に通う中学生・ユウリとその姉のマサ、マサの恋人・アツシによって危険な火蓋が切られた。晩夏、この街は夕闇を境に、忘れ去られていた過去をのぞかせることになった。

### シナリオ
序章 招霊の儀式
ユウリは、オカルト雑誌“Mo”の心霊写真投稿コーナーに目をつけ、心霊写真を投稿し、賞金を得ようと考える。
早速彼女は“こっくりさん”で霊を呼び出して写真におさめる事を計画し、オカルトが苦手な姉のマサと、その恋人であるアツシに声をかけ、夜の校舎へ忍び込む約束を取りつける。
第一章 禁断のゲーム
ユウリは、保険医のナオコを介して、ミサキという見ず知らずの一年後輩から接触を受ける。オカルト部に所属しているミサキは、やれば必ず恐怖を味わえる“血まみれの手”というゲームの存在を知っているという。そのゲームに興味を抱いたユウリは、アヤと共にミサキに会いに行く事にする。学校の屋上でゲームを実践した一行だが、予想外の事からゲームを正しく終わらせることができなくなってしまう。
第二章 鬼遊び唄
マサはある日、同じサッカー部のマネージャー仲間であるミオから“メリーさん”という話を聞かされる。メリーさんという見ず知らずの人間から突然、電話がかかってくるという語り出しから始まったミオの話であったが、それが怪談だと分かるや否や、マサはミオの話を遮ってしまう。しかしその晩、一人で家の留守番をするマサの元にある電話がかかってくる。
第三章 テレフォンカード
放課後、ミオら友人と教室にいたマサは、同じサッカー部に所属し、アツシの親友でもあるテツヤの飛び降り自殺を目撃してしまう。
理由も分からないままに親友を亡くしてしまったアツシを慰める事も出来ず、帰宅したマサがふと思い出したのは、テツヤの自殺直前に聞いた、死者と話ができるというテレフォンカードの噂だった。
第四章 すれ違いの伝言板
ミサキから一方的に呼び出されたユウリとアヤは、彼女から、ある手順を踏んで秀栄学園前駅の伝言板にメッセージを書くと会いたい人に会えるらしい、という噂を聞かされる。ユウリは、いつもいいようにされているミサキを出し抜いてやろうと、彼女より先に噂の真偽を解明してやろうと張り切る。
第五章 死者の行方
アツシが部活中に腕を骨折し、三浦病院に入院する。彼の見舞いの帰り、マサは彼から貰った指輪を無くしてしまった事に気付く。そこへユウリが三浦病院で怪奇現象が発生するらしいという噂話を仕入れてくるが、落胆のあまり、マサはあまり聞いていなかった。その夜、マサの元に、得体の知れない少女から“捜してよ”という電話がかかってきた。
第六章 オルゴール
ユウリは、駅前で商売をしていた露天商からアンティークのオルゴールを買う。思わぬ掘り出し物を見つけ、いい気分で帰路についていると、どこからともなくミサキが現れ、“また面白そうなもの手に入れたね”と不気味な笑みと共に呟いた。
その晩、一人で家の留守番をする事になったユウリを、奇妙な現象が襲うのだった。
終章 この地に眠るもの
ここ最近、秀栄学園では、誰かに見られているような気がしてならないという、つかみどころのない不安を訴える者が続出していた。
そして、その奇妙な感覚を得る者が現れ始めた時期は、ユウリ、マサ、アツシが“こっくりさん”で霊を呼び出した時期と一致していた。三人は再び“こっくりさん”を行い、事の真相を明らかにしようとする。
その後… 姉妹
友里編
いつもつけているピアスが無くなっている事に気付いたユウリは、それを大して気にも留めずに学校から帰宅する。
真沙編
学校からの帰路の途中、マサは、ミサキからユウリに関する不気味な警告を受ける。

### 登場人物
安堂友里（あんどう ゆうり）
秀栄学園に通う中学二年生で、思い立ったら即行動の、元気だけが取り得の十四歳の少女。特定の部活には参加していない、いわゆる帰宅部で、同じ秀栄学園の高等部に通う安堂真沙は姉にあたる。母・ヤスコの「パールのピアスは健康の象徴だから」という考えによって、生まれた直後から左耳にだけパールのピアスをつけさせられている。
何をするにも行き当たりばったりな性格で、約束の時間になってからようやく家を出るような始末なので、大抵は遅刻をする。整理整頓も苦手で、自宅の私室や教室のロッカーは酷い様相を呈している。
オカルト雑誌・“月刊Mo”が愛読書で、その心霊写真投稿コーナーの常連である岸井ミカが毎回のように賞金を稼いでいる事を知り、自身も万年金欠を脱却すべく、投稿のための心霊写真を撮影する事を思い立つ。しかしながら、先述のような性格なので、姉の真沙らに声をかけて心霊スポット探検に出かけても、いつも事前調査や準備が曖昧であるがために予期せぬトラブルを引き起こしてしまう。おまけに緊迫感も足りないので、場にそぐわぬ素っ頓狂な言動をして、顰蹙を買う事も多い。
一見、自己中心的なトラブルメイカーと思われがちだが、姉の真沙が落ち込んだ時には、それをフォローする一面もある。
家ではミィと名付けた猫を飼っており、両親のミキオとヤスコの事をパパさん・ママさんと呼んでいる。
安堂麻沙（あんどう まさ）
秀栄学園に通う高校一年生で、現実主義の優等生だが、怪談だけは大の苦手な十五歳の少女。サッカー部のマネージャーを務めており、同じサッカー部の神谷篤史と一年ほど前から交際している。秀栄学園の中等部に通う安堂友里は妹にあたる。
妹の友里とは逆に思慮深い性格で、それがためにいつも彼女に振りまわされている。反面、短気で冗談でも真に受けて怒ってしまう一面もある。学校 - 部活 - 家という単調な日々が繰り返される事を嘆く年寄り臭い一面も。
恋人の敦史が最近、友里の影響でオカルト系の話題にどんどんはまっていくのが悩みの種で、良く言えば思慮深い、悪く言えば押しに弱い性格もあいまって、毎回、ろくな結果にはならないと分かっていながら、友里や篤史の心霊スポット探検に巻き込まれては恐ろしい目にあっているが、一度関わってしまった事は、それがどんなに危険な事であっても途中で投げ出せない責任感の強さもある。
家では、マロと名付けた犬を飼っており、両親のミキオとヤスコの事は、普通にお父さん・お母さんと呼んでいる。
神谷敦史（かみや あつし）
秀栄学園に通う高校二年生で、リーダー的な実行力のある十六歳の少年。サッカー部に所属しており、同じサッカー部のマネージャーを務める安堂真沙とはおよそ一年前から交際している。同じくサッカー部員の小林哲哉は中学一年からの親友である。
恋人の真沙とは、些細な原因からしょっちゅう子供じみた喧嘩をしているが、その妹である友里からオカルト系の知識を吹き込まれてからは、さらに喧嘩の頻度が多くなっている。友里から提案される心霊スポット探検にも、大抵の場合は乗り気で、実際の探検の際にはパーティーの先頭に立つ事が多い。
網野綾（あみの あや）
秀栄学園に通う中学二年生で、脱力感漂うおっとりとした語り口が特徴の十三歳の少女。特定の部活には参加していない帰宅部。
友里の親友でいつもはべったりだが、彼女が企画した心霊スポット探検の際など、面倒くさくなると理由をつけて帰りたがるという、友里とは違う意味でマイペースな性格。また、その語り口とは対照的に、言いたい事はずけずけと言うタイプである。
大下美咲（おおした みさき）
秀栄学園に通う中学一年生で、不気味な笑みが特徴的な得体の知れない少女。彼女の所属するオカルト部は、活動期間が長いものの、あまりに怪しげな活動ばかり行っているために一番奥の部室へ追いやられている。
どこから仕入れてきたのか、怪しい儀式や不気味な噂に精通している一方、その真偽を知るために、危険な事は全て友里に押し付けている。
また、霊感のようなものも備わっているようで、友里や麻沙に不気味な警告を行う事もある。
成田浩二（なりた こうじ）
秀栄学園に通う中学三年生で、笑顔が爽やかな少年。バスケットボール部に所属し、キャプテンを務めている。
友里を見初め、交際を申し込むが、マッチョな男がタイプだという彼女の好みとは対極の位置にいるため、冷たくあしらわれる。しかしながら、人の話を全く聞かない性格のようで、懲りずに何度もアタックしては玉砕している。
羽柴奈緒子（はしば なおこ）
秀栄学園に勤務する保険医で、友里らの後見人的存在。
友里らから呼び捨てにされても特にそれをとがめる事もなく、彼女達の破天荒な行動を放任している。それどころか、当直勤務中に職員室でテレビゲームをやっているなど、およそ教師らしからぬ女性。
三年前、同じ学園で警備員をしていた田辺聡という男性と交際していたが、ある理由で死別している。

### 主題歌
- オープニングテーマ「Veiled your Heart 〜OPENING THEME〜」
作曲：高添香織／編曲：保本真吾／歌：柴野美佳
- エンディングテーマ「この空の行方 〜ENDING THEME〜」
作詞：花音／作曲：保本真吾／歌：花音

### 主な製作スタッフ
- 企画・シナリオ：高見亜希
- シナリオアシスタント：杉山紀子
- ゲームサウンドディレクター：岐田稔
- ディレクター：原木正志
- メインプログラム：原木正志
- グラフィックディレクター： 島崎洋一郎、橋本千尋
- モーション：長田忠治、杉沢大助
- ムービーディレクター：林靖之
- 背景CGディレクター：木村俊晴、飯田耕治

## 関連作品
- トワイライトシンドローム〜卒業〜（スパイク DVD/VHS 80分 2001年1月26日発売）
本ゲームを原作とした実写映画化作品。2000年11月公開。舞原賢三監督。
- トワイライトシンドローム デッドクルーズ 2008年8月2日公開
- トワイライトシンドローム デッドゴーランド 2008年8月16日公開
本ゲームを原作とした2度目の実写映画化作品となる。
- トワイライトシンドローム
NHN Japanのオンラインゲームサイト「ハンゲーム」中の「ななぱち」でサービスされているオリジナルのパチンコゲーム。